# Eparchia barnaułska
Eparchia barnaułska – jedna z eparchii Rosyjskiego Kościoła Prawosławnego. Do czasu podziału w 2015 obejmowała obszar Kraju Ałtajskiego. Jej obecnym biskupem ordynariuszem jest metropolita barnaułski i ałtajski Sergiusz (Iwannikow).

## Historia
Prawosławie jest obecne na terytorium Kraju Ałtajskiego od momentu osiedlenia się tam pierwszych Rosjan. Pierwsze cerkwie zostały wzniesione w regionie w pierwszej połowie XVIII w.. Od 1830 Rosyjski Kościół Prawosławny prowadził akcję misyjną wśród rdzennych mieszkańców regionu, z główną siedzibą w Bijsku. Jej twórca, mnich Makary (Głuchariow), został po śmierci uznany za świętego.
W 1834 ziemia ałtajska została włączona w jurysdykcję eparchii tomskiej, zaś w latach 1924–1929 stanowiła część eparchii nowosybirskiej. W 1930 powstała samodzielna eparchia barnaułska i bijska, która została zlikwidowana w 1938, w okresie prześladowań Rosyjskiego Kościoła Prawosławnego przez władze stalinowskie. Do 1994 ziemia ałtajska ponownie należała do eparchii nowosybirskiej. Na skutek prześladowań prawosławnych w Związku Radzieckim, z ponad 600 świątyń działających na ziemi ałtajskiej przed rewolucją październikową w 1945 istniały tylko trzy: sobór Opieki Matki Bożej w Barnaule, sobór Zaśnięcia Matki Bożej w Bijsku oraz cerkiew św. Michała Archanioła w Rubcowsku. Władze zamknęły również wszystkie monastery i organizacje misyjne. Zwroty świątyń oraz budowa nowych obiektów kultu były możliwe dopiero od końca lat 80. XX wieku. W 1994 na nowo została powołana do życia eparchia barnaułska, której pierwszym ordynariuszem został biskup Antoni (Masendicz).
W październiku 2013 z eparchii barnaułskiej wydzielono eparchię gornoałtajską, obejmującą obszar Republiki Ałtaju.
5 maja 2015 z eparchii wydzielono nowe administratury: eparchię bijską, eparchię rubcowską i eparchię sławgorodzką. Nowo powstałe eparchie wraz z macierzystą eparchią barnaułską weszły w skład utworzonej tego samego dnia metropolii ałtajskiej.
W Barnaule działa seminarium duchowne oraz szkoła regentów chórów cerkiewnych.

## Podział administracyjny
Eparchia w 2015 dzieliła się na 3 dekanaty:
- dekanat barnaułski
- dekanat biełojarski
- dekanat zariński

W ramach dekanatów działały 74 parafie.

## Monastery
W 2010 eparchii barnaułskiej podlegały następujące klasztory:
- Monaster Ikony Matki Bożej „Znak” w Barnaule, żeński
- Monaster św. Jana Kronsztadzkiego w Kisłusze, żeński
- Skit Kazańskiej Ikony Matki Bożej i św. Jana Chrzciciela w Soroczim łogu, żeński